# Grange (vin)

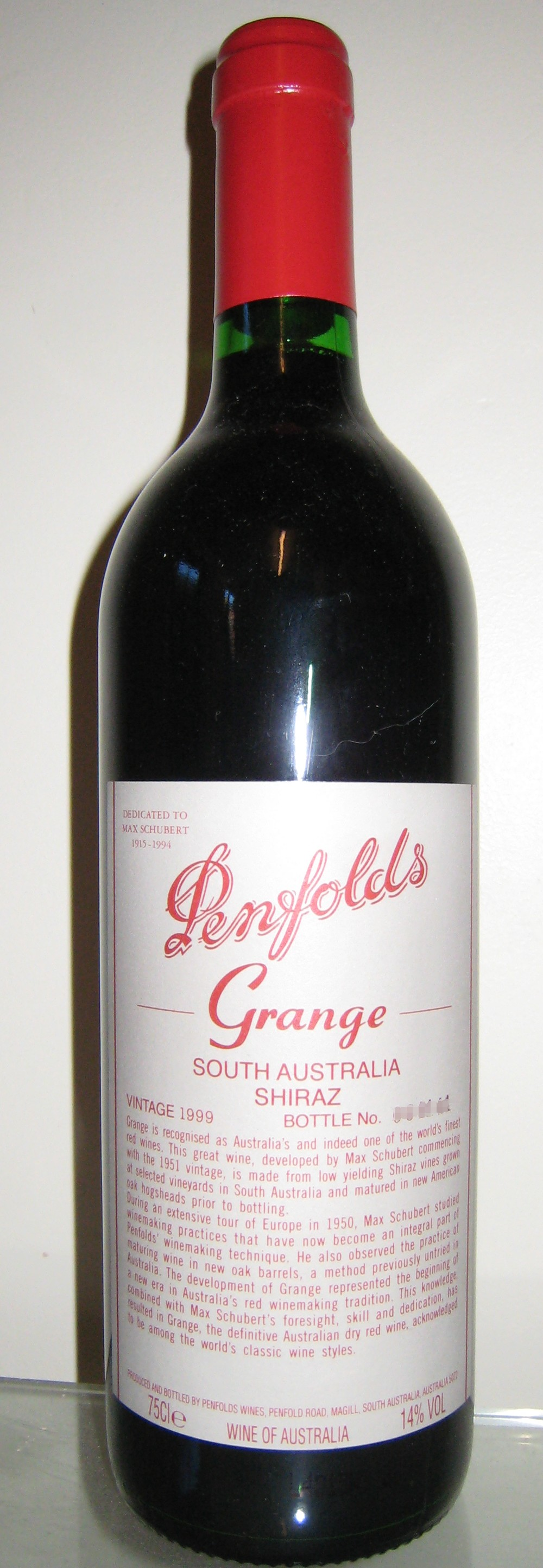
Grange.

Grange är ett rött vin från Australien. 
Vinet produceras av Penfolds och anses vara ett av Australiens bästa viner. Det har vunnit många utmärkelser och internationell uppskattning. Vinet görs främst på druvan Shiraz med en liten inblandning av Cabernet Sauvignon. Vinet åldras mycket väl och görs på noggrant utvalda druvor från ett ganska stort område, inte enbart från en enda vingård. Druvorna kommer dock enbart från Barossa Valley i regionen South Australia. Vinet skapades i början av 1950-talet av vinmakaren Max Schubert.